# Station Brzask
Station Brzask is een spoorwegstation in de Poolse plaats Wołów.